# Puente Vicente Huidobro
El puente Vicente Huidobro es un puente de celosía metálica que cruza el río Mapocho en la ciudad de Santiago de Chile. Está ubicado en el límite donde colindan las comunas de Santiago y Recoleta, a un costado del Parque Forestal; entre los puentes Purísima y Pío Nono.
En la actualidad esta construcción cumple con un cometido completamente diferente al original, ya que desde el año 1999, sobre este puente funciona el Teatro del Puente con patrocinio del Municipio de Santiago.

## Historia

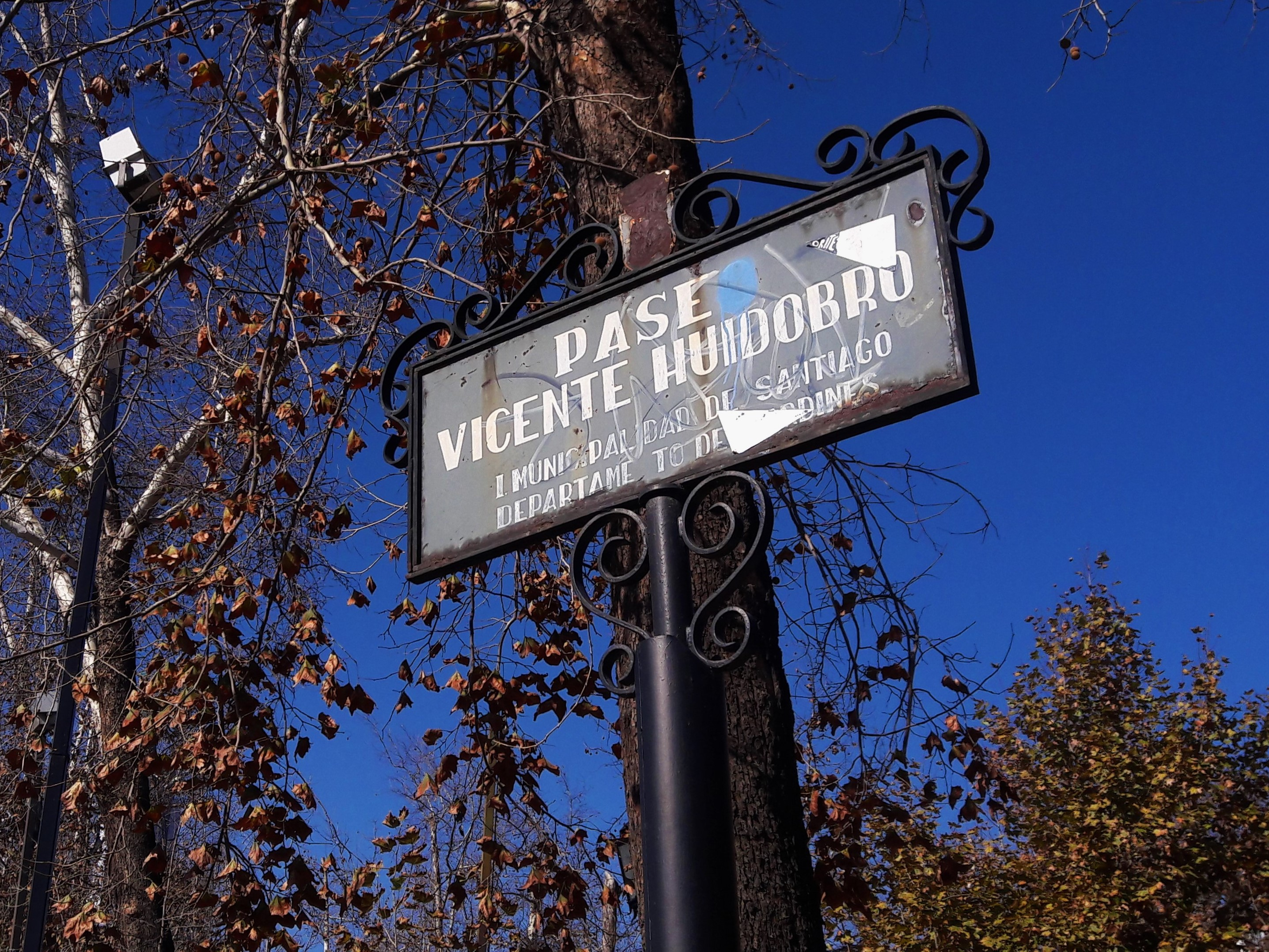
Letrero ubicado al costado norponiente del puente

El puente Vicente Huidobro, instalado en el sector del puente Pío Nono en 1892. Fue construido por la Compañía Schneider y Co. Creusot Constructores, importando desde Francia vigas curvas de enrejado, con pilares cada 3,32 m y paños de cruceta arriostrados. No fue hasta 1984 que el puente fue trasladado hasta el lugar que ocupa actualmente. 
Esta construcción pertenece a un conjunto de puentes emplazados sobre el río Mapocho durante 1889 y 1891; los cuales están inspirados en la Europa del siglo XIX. Puentes logran arrebatar al río Mapocho la condición de barrera natural en la ciudad y cumplen un rol determinante en el desarrollo histórico del sector norte de la ciudad de Santiago, ya que antiguamente se conectaba con el resto de la ciudad únicamente por el Puente de Cal y Canto.
La construcción fue declarada Monumento Histórico Nacional bajo el decreto D.E 824 de 29 de julio de 1997 y un año más tarde Municipalidad de Santiago entregó en comodato el espacio del puente para utilizarlo con fines culturales, por lo que, el 9 de septiembre de 1998 fue inaugurado como Teatro del Puente.

## Teatro del Puente
El arquitecto Julio Alegría y el director de teatro Rodrigo Bazaes fueron los encargados de llevar a cabo los estudios de viabilidad, y generar los planos del teatro. La tarea resultó ser un gran desafío debido a las angostas dimensiones del espacio y la contaminación acústica causada por el río y las calles que rodean el puente. Finalmente construyeron una sala a lo largo del puente, con material aislante de ruido, las caras del teatro son sólo de vidrio, para que de esta forma el río pase a ser parte de la escenografía.

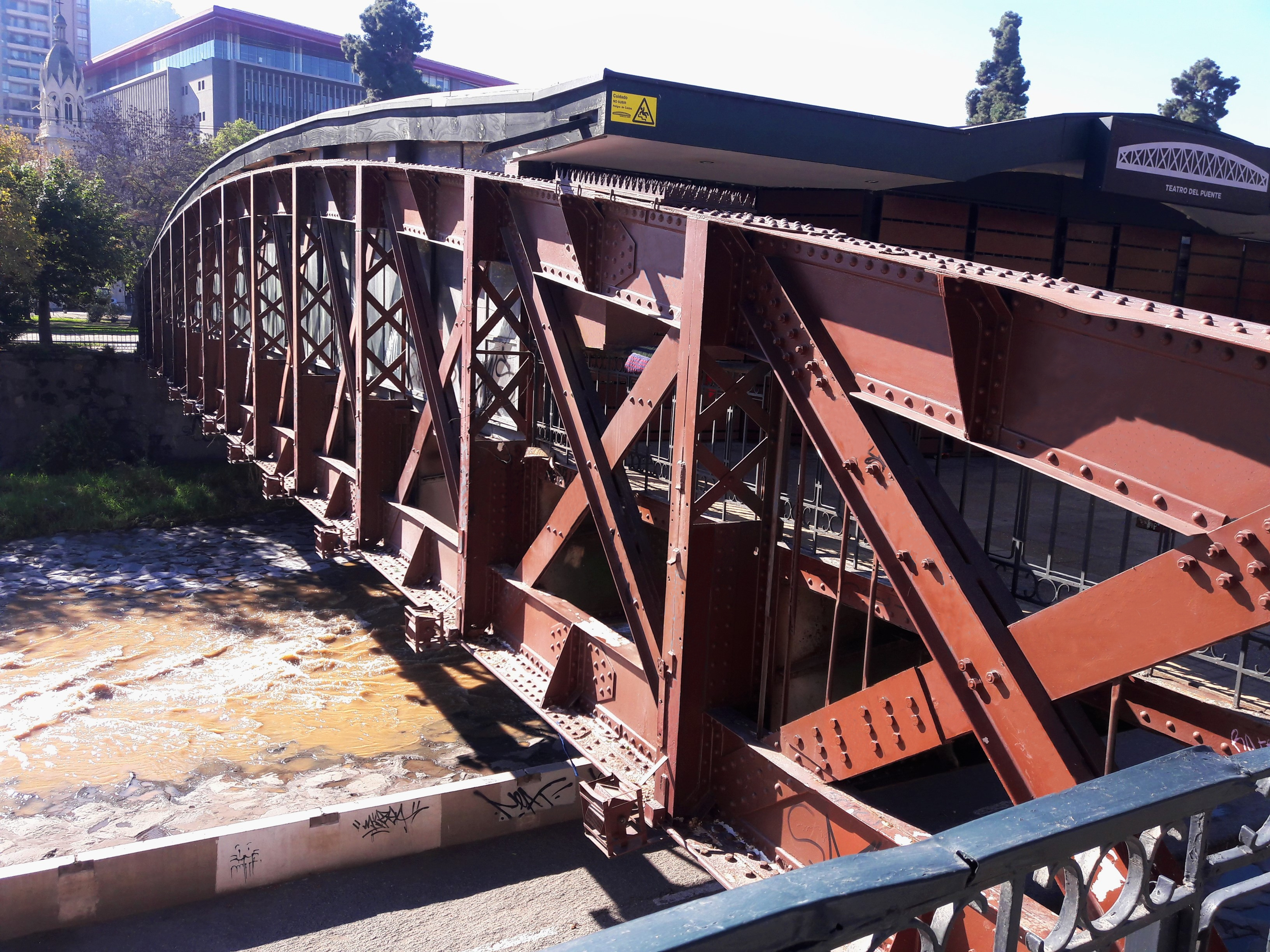
Estructura metálica de finales del siglo XIX

El 9 de septiembre de 1998 se inauguró la construcción del Teatro del puente fundado por la gestora cultural Caioia Sota y la compañía Sombrero Verde; con la presentación teatral Los bufones de Shakespeare, convirtiéndose así en el único teatro del mundo sobre un río que además funciona como mirador. Desde sus inicios el teatro ha trabajado como un espacio de difusión y vanguardia para escuelas de teatro y actores emergentes.
Luego de un pequeño período de funcionamiento cerró sus puertas en 1999, pero gracias al apoyo de instituciones públicas y privadas como el Consejo de la Cultura, la Municipalidad de Santiago y SODIMAC. Logró llevar a cabo una reconstrucción que significó cambiar completamente el tejado, renovar instalaciones eléctricas e incorporar los cambios arquitectónicos que demandaba el Consejo de Monumentos Nacionales. 
El teatro abrió nuevamente sus puertas el año 2007, ahora con la capacidad para 200 personas y con la obra Sueño con revolver. Durante el mes de abril de 2013 la institución anunció su cierre definitivo por falta de financiamiento, pero un convenio entre el Municipio de Santiago y el Consejo Nacional de la Cultura y las Artes, quienes comprometieron los recursos para el continuo funcionamiento del teatro.

### El teatro en la actualidad

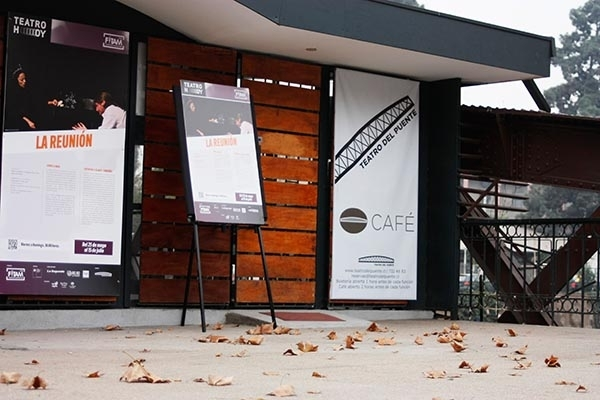
Teatro del Puente

El espacio en la actualidad se encuentra en manos de los actores y gestores culturales Freddy Araya y Francisco Ossa; cuenta con una programación anual que consta de obras de teatro, talleres, exposiciones y lanzamientos de libros, etc.
Teatro del puente recibe más de cien propuestas anuales de obras, y su público se concentra en personas entre 15 a 29 años, por esta razón, las redes sociales son un punto clave para la difusión del espacio. Además destinó un espacio al funcionamiento del Café del Puente que brinda sus servios al público una hora antes de cada función teatral.
Luego de su reapertura, las funciones se realizaban de martes a domingo, sin embargo, debido a los problemas relacionados al financiamiento del espacio las presentaciones se redujeron los días viernes, sábado y domingo en un horario único de 20:00 horas.